# Poręczenie społeczne
Poręczenie społeczne – instytucja prawna przewidziana w art. 271 KPK.
Od pracodawcy, u którego oskarżony jest zatrudniony, od kierownictwa szkoły lub uczelni, których oskarżony jest uczniem lub studentem, od zespołu, w którym oskarżony pracuje lub uczy się, albo od organizacji społecznej, której oskarżony jest członkiem, można, na ich wniosek, przyjąć poręczenie, że oskarżony stawi się na każde wezwanie i nie będzie w sposób bezprawny utrudniał postępowania; jeżeli oskarżony jest żołnierzem, można przyjąć poręczenie od zespołu żołnierskiego, zgłoszone za pośrednictwem właściwego dowódcy.
Do wniosku o przyjęcie poręczenia zespół lub organizacja społeczna dołącza wyciąg z protokołu zawierającego uchwałę o podjęciu się poręczenia. 
We wniosku o przyjęcie poręczenia należy wskazać osobę, która ma wykonywać obowiązki poręczającego; osoba ta składa oświadczenie o przyjęciu tych obowiązków.